# ЦРБ (исторический район Всеволожска)
ЦРБ (аббревиатура от Центральная районная больница) — исторический район Всеволожска, находится в северной части города.

## Географическое положение
Расположен в северной части города на территории ограниченной с запада и севера границей города, с востока Колтушским шоссе и склоном камового плато Румболовско-Кяселевской возвышенности, и с юга Дорогой жизни (автодорога 41К-064 (Санкт-Петербург — Морье)). Граничит на юге с микрорайоном Котово Поле, на востоке с микрорайоном Сельхозтехникум. Высота центра района — 28 м.
| Ближайшие микрорайоны  | Ближайшие микрорайоны | Ближайшие микрорайоны             |
| ---------------------- | --------------------- | --------------------------------- |
| Северо-запад:          | Север:                | Северо-восток: Пугарево, Кяселево |
| Запад:                 |                       | Восток: Сельхозтехникум           |
| Юго-запад: Котово Поле | Юг: Котово Поле       | Юго-восток: Румболово             |

## История
Первые постройки на месте будущего исторического района появились в 1860-е годы, здесь находился чугунный завод Всеволожских.
Основателями больницы, а впоследствии и города Всеволожска, являются владельцы мызы Рябово, Павел Александрович Всеволожский и его жена Елена Васильевна Всеволожская (урождённая княжна Кочубей).
Инициатива постройки земской больницы в мызе Рябово принадлежит Павлу Александровичу Всеволожскому. Впервые эту идею он изложил в своём докладе на заседании Шлиссельбургского уездного земского собрания 14 октября 1884 года. Согласно его предложению, он оформлял дарственную на землю, а здание новой больницы возводилось в мызе Рябово земством, на что предполагалось занять в губернской управе 3000 рублей и закончить строительство к 1885 году. 
Деньги были получены, но после того как строительство началось П. А. Всеволожский выдвинул ряд условий для оформления дарственной земству. Первое — назвать больницу «Имени императора Александра II». Второе — «под другое здание эта земля не может быть употреблена, точно также не продана и не заложена». Третье — «попечительство над больницею останется за мною и моей женой, а по смерти нашей переходит старшему в роде наших наследников в вечные времена. В противном случае, если эти три условия не будут соблюдены, то земля переходит старшему в роде наших наследников». Кроме того, он настаивал на необходимости его личного надзора за строительством больницы.
В ответ на это уездная управа распорядилась прекратить строительство и начала процесс пересмотра проекта устройства больницы, а также решила перенести больничный барак из Рябова в Колтуши, а земский врач М. М. Зачек демонстративно отказался «от должности домашнего врача господ Всеволожских». Со своей стороны Павел Александрович, избранный в марте 1884 года в члены Шлиссельбургской земской управы, отказался занимать в ней какие-либо должности и выбыл из неё.
Год спустя уладить конфликт и возобновить организацию больницы попыталась хозяйка имения Рябово Елена Васильевна Всеволожская. В 1886 году она решила подарить Шлиссельбургской земской управе готовый жилой двухэтажный каменный дом с мезонином, стоящий у западного склона Румболовской горы. Земская управа с благодарностью приняла новое предложение, но переговоры об участии Всеволожских в организации больницы и оформление новой дарственной затянулись на несколько лет. Павел Александрович, со своей стороны, в период с 1886 по 1890 год произвёл перестройку выбранного женой здания под нужды больницы и укомплектование её бельём, посудой и прочим больничным инвентарём.
В 1890 году П. А. Всеволожский был избран новым уездным предводителем дворянства, после чего дело пошло быстрей. Он закончил перестройку подаренного его женой земской управе дома. Управой на ремонт было выделено 3000 рублей, 4215 рублей пожертвовал Павел Александрович, 200 рублей — княгиня Н. Д. Белосельская-Белозерская и 300 рублей — сестра Е. В. Всеволожской, княжна М. В. Дурново. В этом доме, согласно постановлению заседания Шлиссельбургского уездного земского собрания от 27 октября 1890 года, было решено открыть в конце года частный приёмный покой, где бы мог вести частную практику семейный врач Всеволожских М. М. Зачек, и который планировалось назвать «Приемный покой имени в Бозе почившего Государя Императора Александра II-го». 
Приёмный покой был открыт в декабре 1890 года, но больницей он не являлся. Это была распространённая практика, так как в 1870-х годах народное здравоохранение перешло из Приказа общественного призрения в ведение земства, но в абсолютном большинстве земских участков собственные больницы отсутствовали, а были только небольшие приёмные покои в арендованных помещениях для оказания экстренной помощи и, при необходимости, последующей отправки больных в уездную земскую больницу.

Приёмный покой — помещение для подачи первой медицинской помощи, устраивается в полицейских участках, вокзалах, больницах.

Приёмным покоем называется место подачи первоначальной помощи, с немногими кроватями (при полицейских частях, фабриках и пр.).

К 1893 году выяснилось, что сделать дарственную в пользу земской управы на землю, на которой располагался приёмный покой, П. А. Всеволожский по закону не может, однако он дал согласие оформить купчую на этот участок. Кроме того ходатайство о наименовании приёмного покоя «имени в Бозе почившего Государя Императора Александра II-го», было отклонено. В результате земская управа постановила назвать покой «имени П. и Е. Всеволожских». 
По официальным данным в 1890—1893 годах на весь Шлиссельбургский уезд существовала всего одна больница на 60 кроватей, располагавшаяся в самом Шлиссельбурге.
Рябовская земская больница имени Павла и Елены Всеволожских была открыта в 1894 году, когда были решены бюрократические проблемы и частный приёмный покой был официально передан земской управе. Однако, Елена Васильевна Всеволожская продолжала ежегодно перечислять на содержание земской больницы 120 рублей.
Врачом в больницу был назначен выпускник Военно-медицинской академии, земский врач М. М. Зачек. По данным 1896 года в Рябовской «лечебнице» было 12 кроватей, за этот год врач М. М. Зачек, фельдшер Грек и повивальная бабка Кальянен приняли 225 больных, а Рябовский и Колтушский амбулаторные пункты под руководством Зачека приняли 7688 больных.

ЗЕМСКАЯ ЛЕЧЕБНИЦА — жилой дом с пристройками, при шоссейной дороге в Петербург,
 протекает ручей без названия: 1 дом, 4 м. п., 7 ж. п., всего 11 чел., смежно с мызой Рябово. (1896 год)

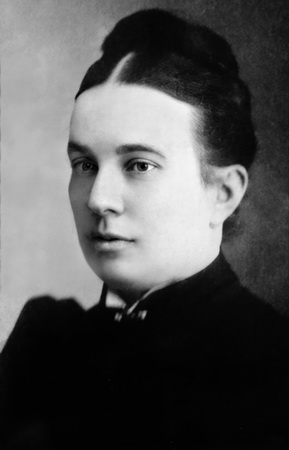
Основательница больницы Е. В. Всеволожская
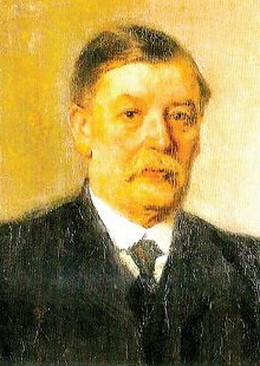
Доктор М. М. Зачек
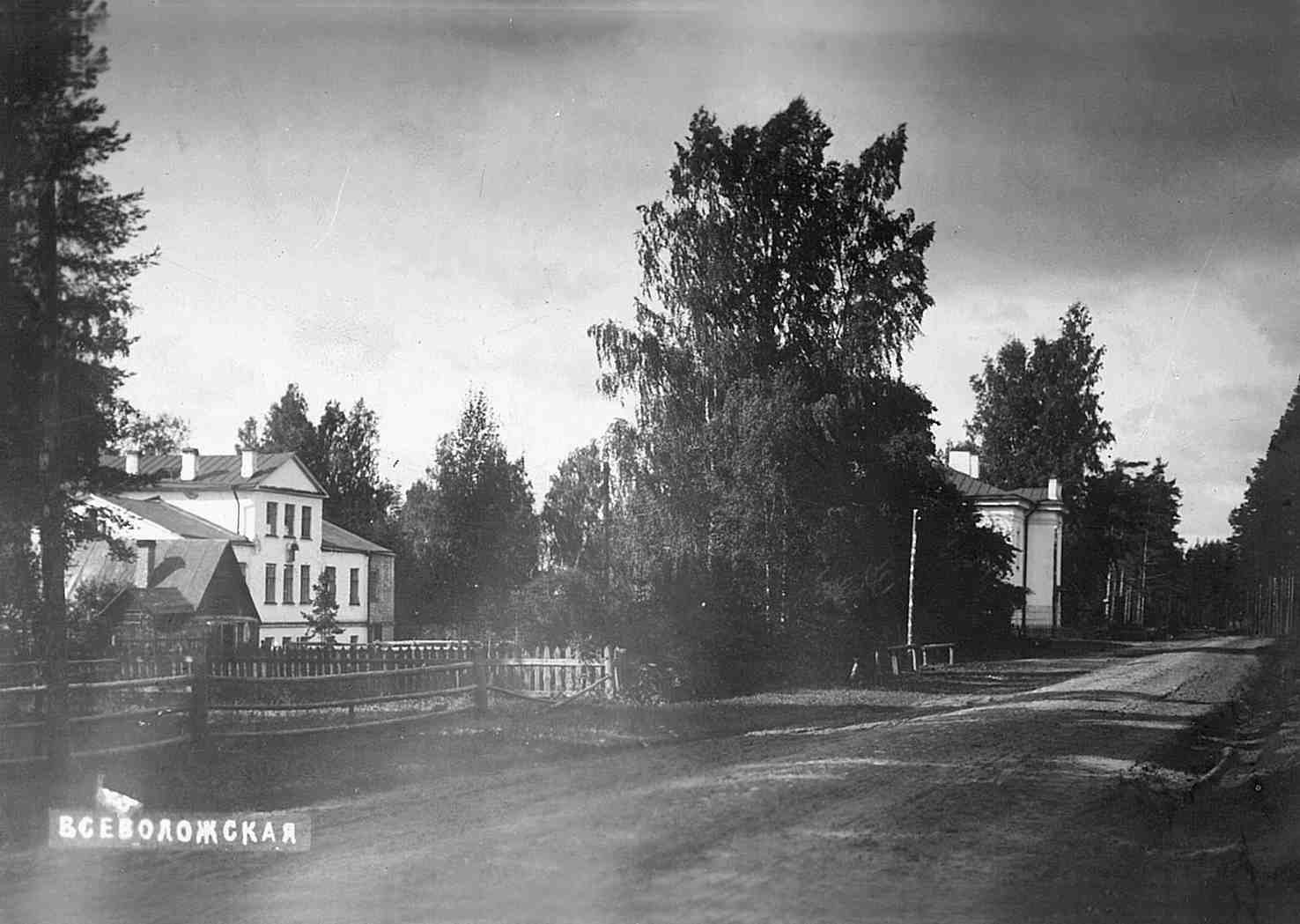
Земская больница имени Павла и Елены Всеволожских. Вид с Василеозёрского проспекта, ныне Колтушское шоссе. Открытка начала XX века
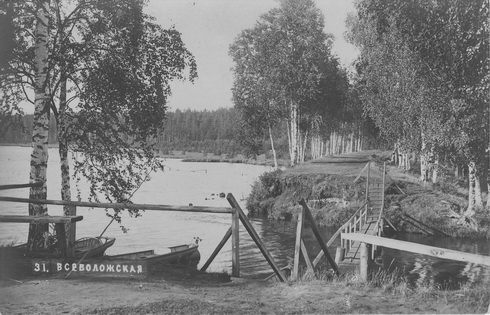
Васильевское озеро. Открытка начала XX века

Его стараниями и при участии Елены Васильевны Всеволожской в 1903 году к больнице было пристроено здание амбулатории и операционная, от мызы Рябово проведено электричество, начато строительство дома для персонала больницы. Дом был закончен через два года.
В 1905 году медицинский персонал составляли: доктор медицины Мечеслав Марцельевич (Маркелович) Зачек, фельдшеры: Лидия Константиновна Грек, М. Бауман и Евгения Ивановна Вистелиус, повивальные бабки: Анна Яковлевна Кальёнен, Е. Карконен и Е. Вахольдер.
В 1909 году муж последней владелицы мызы Рябово Василий Павлович Всеволожский, к северу и смежно с больницей закончил наполнение искусственного Васильевского озера, пользовавшегося огромной популярностью у дачников.
Отрезок современного Колтушского шоссе от автодороги 41К-064 «Дорога жизни» (Санкт-Петербург — Морье) до Пугарева, вдоль которого вытянулось озеро, в те годы назывался Токсовский проспект, а после создания озера — Василеозёрский проспект.
В 1914 году земским врачом в больнице стал А. А. Кириков, а действительный статский советник М. М. Зачек стал директором детского приюта «в 3-х верстах от станции Рябово» и почётным мировым судьёй, после его смерти в том же году Шлиссельбургская земская управа учредила стипендию его имени.
В октябре 1917 года на должность фельдшерицы была принята Людмила Климентьевна Тарасевич. В конце ноября 1917 года заявление на должность земского участкового врача подал опытный, прошедший мировую войну врач Фёдор Александрович Серебренников, однако в связи с ликвидацией земской управы принят не был.
По данным 1919 года и позднее, согласно данным переписи населения 1926 года, больница считалась отдельным населённым пунктом в составе Всеволожского сельсовета.
В 1921 году в доме бывшего биржевого маклера Е. Ф. Шнейдерса была открыта детская больница. Персонал: врач Клюшин и медицинская сестра Эрика Вокка.
Согласно документам 1924 года врачом в Рябовской советской больнице работала Мария Иосифовна Хвиливицкая — выдающийся советский терапевт, клиницист-кардиолог, позднее профессор, доктор медицинских наук (1939) и Заслуженный деятель науки РСФСР (1968).
Национальный состав населённого пункта Рябовская больница:

БОЛЬНИЦА РЯБОВСКАЯ — Всеволожского сельсовета, Ленинской волости, 11 хозяйств, 21 душа.

Из них русских — 5 хозяйств, 10 душ (3 м. п., 7 ж. п.); финнов-ингерманландцев — 2 хозяйства, 3 души (1 м. п., 2 ж. п.); финнов-суоми — 1 хозяйство, 1 душа ж. п.; поляков — 1 хозяйство, 3 души (2 м. п., 1 ж. п.); зырян — 1 хозяйство, 3 души (2 м. п., 1 ж. п.); евреев — 1 хозяйство, 1 душа ж. п. (1926 год)

Летом того же 1926 года в дамбе сдерживающей воды искусственного Васильевского озера браконьерами был сделан прорыв. С большим трудом к концу года, усилиями Всеволожского крестьянского комитета, прорыв устранили.

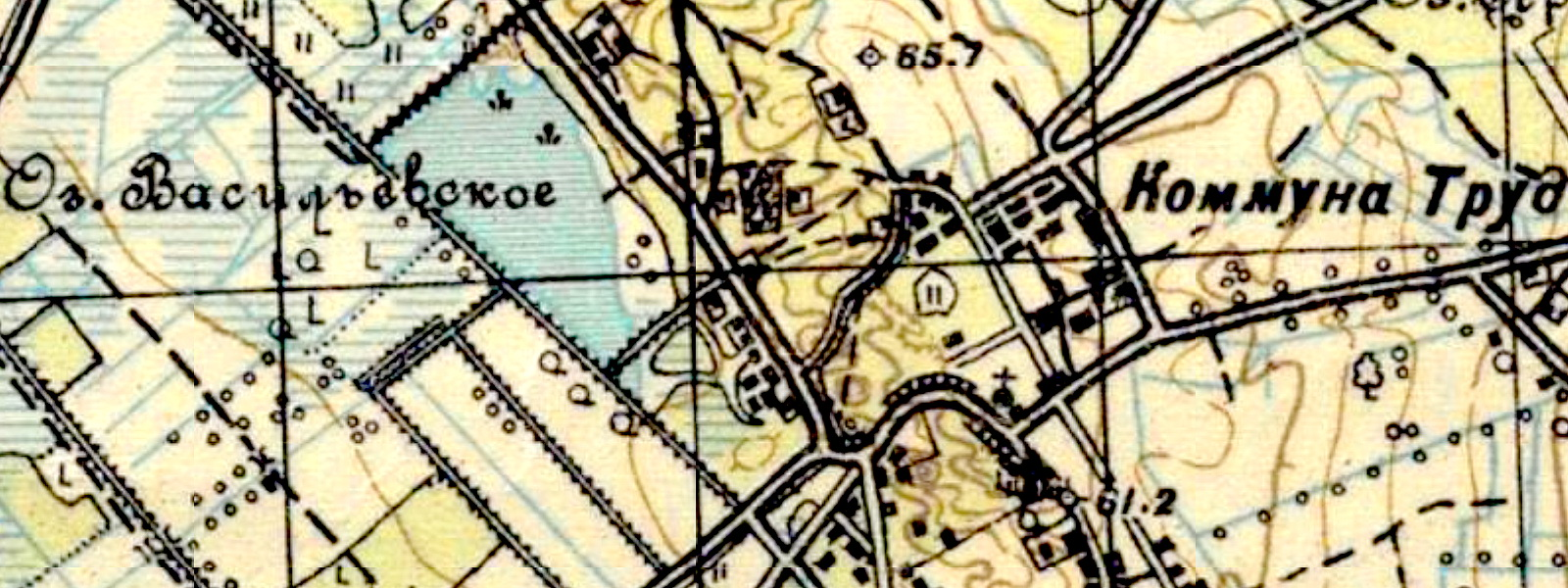
Рябовская больница на карте 1931 года

В 1938 году Рябовская больница вошла в состав рабочего посёлка Всеволожский.
Во время войны рядом с больницей проходила Дорога жизни. 
Васильевское озеро просуществовало до середины 1940-х годов, второй раз плотину подорвали блокадной зимой 1943 года и тоже ради рыбы.
Первый автобусный городской маршрут во Всеволожске: «Платформа Всеволожская — ЦРБ — Кяселево», начал действовать 12 марта 1967 года. На нём стали работать четыре новых автобуса ПАЗ-652. В сентябре 1967 года на линию вышли ещё шесть автобусов ПАЗ.
В 1970-е годы на месте Васильевского озера был построен роддом и другие корпуса больничного комплекса.
По состоянию на 1975 год: 

Вместе с городской поликлиникой, станцией скорой помощи, Домом санитарного просвещения и санэпидстанцией, она [центральная районная больница] образовывала единый районный медико-санитарный центр по оказанию врачебной помощи населению.

## Современность
Район представляет собой обширный комплекс зданий центральной районной больницы — ГБУЗ ЛО «Всеволожская КМБ».
Через ЦРБ проходят городские автобусные маршруты № 6, 7, 10, 11 и находится кольцо пригородного маршрута № 531 до станции метро  Ладожская, протяжённостью 28,3 км.
На территории больницы действуют: домовая православная церковь св. вмч. Пантелеймона (1996), православная церковь св. архистратига Божия Михаила (2013), православная церковь Рождества Пресвятой Богородицы (2018).
В микрорайоне Котово Поле существует улица Василеозёрская, ведущая к ЦРБ и напоминающая об исчезнувшем озере.

## Фото

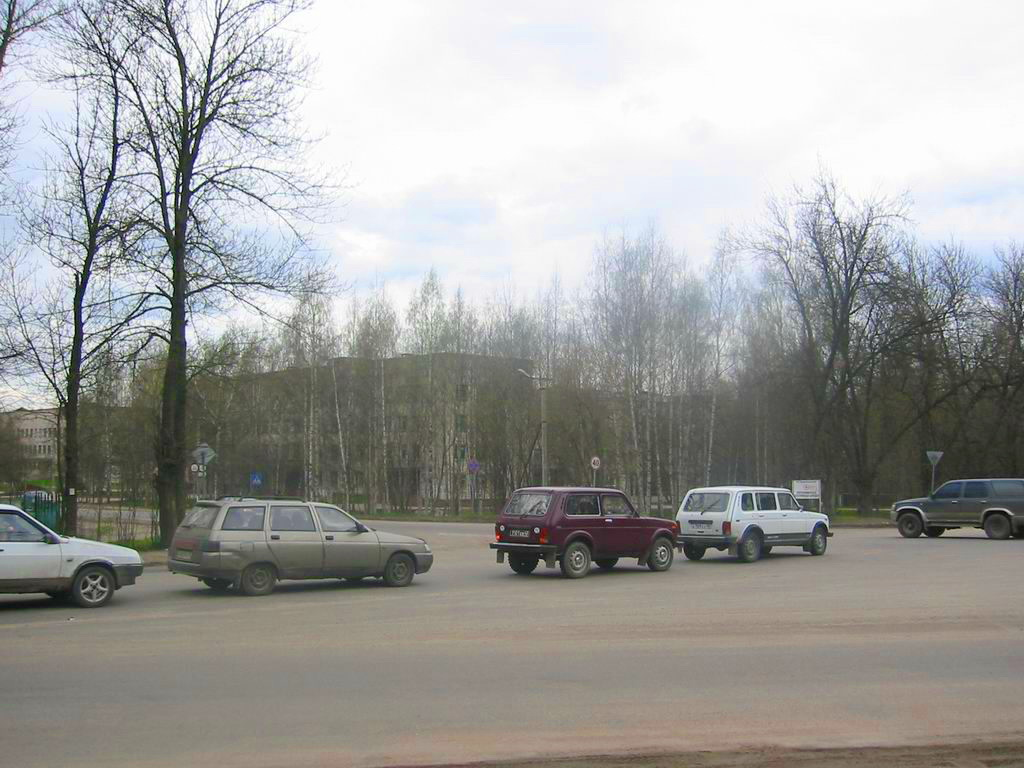
Перекрёсток у ЦРБ. 2006 год
Дно бывшего Васильевского озера. 2011 год
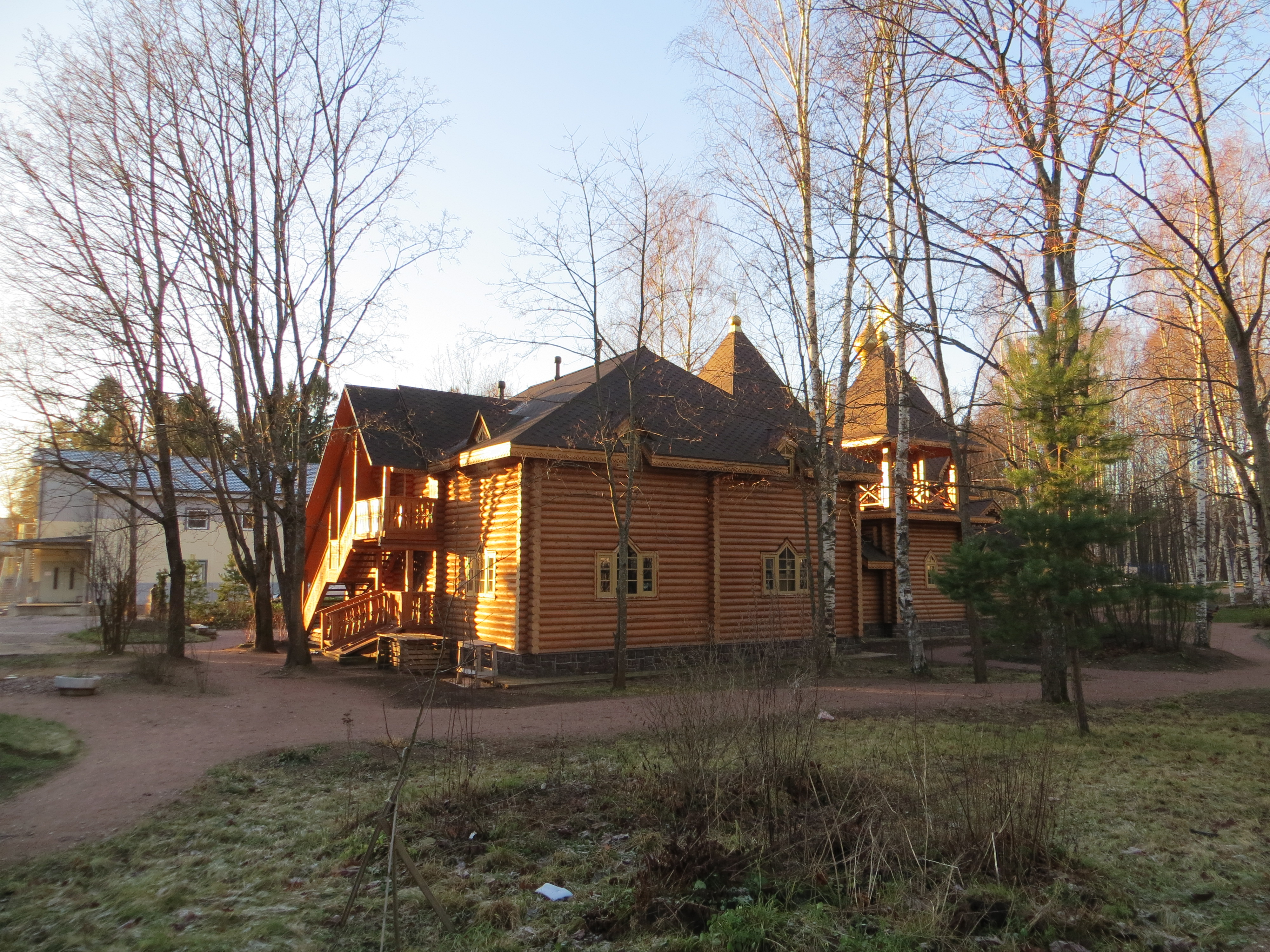
Церковь св. Михаила в ЦРБ. 2015 год